# Parisotoma agrelli
Parisotoma agrelli is een springstaartensoort uit de familie van de Isotomidae. De wetenschappelijke naam van de soort is voor het eerst geldig gepubliceerd in 1950 door Delamare.